# Magnetisierung

Vereinfachter Vergleich der magnetischen Flussdichte von
ferromagnetischen (μ_{f}),
paramagnetischen (μ_{p}) und
diamagnetischen Materialien (μ_{d})
zu Vakuum (μ_{0})

Die Magnetisierung {\displaystyle M} ist eine physikalische Größe zur Charakterisierung des magnetischen Zustands eines Materials. Sie ist ein Vektorfeld, das die Dichte von permanenten oder induzierten magnetischen Dipolen in einem magnetischen Material beschreibt und berechnet sich als das magnetische Moment {\displaystyle {\vec {m}}} pro Volumen {\displaystyle V}:
{\displaystyle {\vec {M}}={\frac {\mathrm {d} {\vec {m}}}{\mathrm {d} V}}}
Die Magnetisierung beschreibt den Zusammenhang zwischen der magnetischen Flussdichte {\displaystyle {\vec {B}}} und der magnetischen Feldstärke {\displaystyle {\vec {H}}}:
{\displaystyle {\vec {B}}=\mu _{0}\left({\vec {H}}+{\vec {M}}\right)\ =\mu {\vec {H}}}
Dabei ist {\displaystyle \mu _{0}} die magnetische Feldkonstante und {\displaystyle \mu } die Permeabilität. Das Produkt {\displaystyle \mu _{0}{\vec {M}}} heißt „magnetische Polarisation“.
Diese Beziehungen gelten im SI-System. Im Gaußschen CGS-System hingegen lautet die Definition: {\textstyle {\vec {B}}={\vec {H}}+4\pi {\vec {M}}}. Im Folgenden wird durchgängig das SI verwendet.
In diamagnetischen Materialien ist {\displaystyle \mu <\mu _{0}}, die Magnetisierung ist dem erzeugenden Feld entgegengerichtet; in paramagnetischem Material ist {\displaystyle \mu >\mu _{0}},  Magnetisierung und Feld sind gleich gerichtet.
Die – praktisch wichtigste – ferromagnetische Magnetisierung ist wesentlich größer als paramagnetische Magnetisierung ({\textstyle \mu \gg \mu _{0}}) und nicht proportional der Feldstärke {\displaystyle H} (vgl. Skizze rechts), d. h. {\displaystyle \mu } ist hier keine Konstante, sondern selbst von {\displaystyle H} abhängig. {\displaystyle {\vec {M}}} und {\displaystyle {\vec {H}}} sind gleich gerichtet, aber nicht immer ganz parallel. Ein ferromagnetischer Körper kann permanentmagnetisch sein.
Jede Magnetisierung kommt durch die Ausrichtung von Elementarmagneten zustande. Da ein Körper nur endliche viele Elementarmagnete enthält, gibt es eine Sättigungsmagnetisierung, die auch in einem beliebig starken äußeren Feld nicht überschritten werden kann. Große praktische Bedeutung hat dies beim Ferromagnetismus (siehe Sättigung).

## Beschreibung durch die Suszeptibilität
Die Magnetisierung kann auch durch die magnetische Feldstärke und die magnetische Suszeptibilität {\displaystyle \chi _{\text{m}}} beschrieben werden:
{\displaystyle {\vec {M}}=\chi _{\text{m}}\cdot {\vec {H}}}
Die Suszeptibilität {\textstyle \chi _{m}={\frac {\mu }{\mu _{0}}}-1} ist dimensionslos und hat für diamagnetische Materialien einen (kleinen) negativen Wert, im Extremfall eines Supraleiters den Wert −1. Für paramagnetische Materialien hat sie einen kleinen positiven Wert, für ferromagnetische Materialien ist sie sehr groß.

## Magnetisierung eines Nagels

Magnetisierung eines Nagels mit Hilfe eines äußeren Magnetfeldes

Ein Nagel aus Eisen, dessen magnetische Domänen anfänglich zufällige Richtungen haben, kann durch ein äußeres Feld magnetisiert werden. Dabei ändern Domänen ihre Richtung und manche Domänen vergrößern sich auf Kosten benachbarter Domänen. Insgesamt ergibt dies eine Magnetisierung, die ungefähr parallel zum äußeren Feld verläuft. Diese Umlagerung der magnetischen Domänen kann z. B. durch externe Stöße oder Vibrationen erleichtert werden. Aufgrund der ferromagnetischen Eigenschaften behält der Nagel seine Magnetisierung teilweise auch noch nach Entfernen des äußeren Feldes bei.

## Magnetisierung in der Geologie/Mineralogie
Mineralien und Gesteine können bei ihrer Entstehung auf verschiedene Arten eine bleibende Magnetisierung erhalten, wobei das Magnetfeld der Erde jeweils die Polarisierung vorgibt:
- Thermisch remanente Magnetisierung (TRM): Die magnetische Ausrichtung der Mineralien in einer Schmelze wird durch Abkühlen unter die Curie-Temperatur fixiert.
- Chemisch remanente Magnetisierung (CRM): Mineralien, welche durch eine chemische Reaktion (z. B. Oxidation, Reduktion) zu magnetisierbaren Mineralien werden, richten sich bei der Umwandlung aus.
- Detritisch remanente Magnetisierung (DRM): magnetisierbare Mineralkörner richten sich bei der Sedimentation in der Wassersäule nach dem Magnetfeld der Erde aus und lagern sich mit dieser Ausrichtung auf dem Sediment ab.
- Postdetritisch remanente Magnetisierung (pDRM): Mineralien richten sich nach der Ablagerung im unverfestigten Sediment aus.